# Без оружия
«Без ору́жия» (также с подзаголовком «Человек с далёкой звезды») — фантастическая пьеса Аркадия и Бориса Стругацких, созданная по мотивам повести «Трудно быть богом» в 1975—1976 годах. В связи с «утилитарным» назначением текста пьеса переделывалась А. Н. Стругацким по требованию режиссёра-постановщика Московского областного театра и существует в двух вариантах. Постановка по ряду причин так и не осуществилась.
Некоторые сцены и фрагменты публиковались в периодических изданиях в 1989 году; полностью пьеса была напечатана в журнале «Народное творчество» в 1991 году. Сами авторы считали её крайне неудачной, вплоть до того, что Борис Стругацкий не позволил включить текст в 11-томное «чёрное» собрание сочинений 2000—2003 годов. Вариант «Народного творчества» публиковался в серии «Миры братьев Стругацких» (1998), собрании сочинений издательства «Эксмо» (2007) и полном 33-томном собрании сочинений (том 21).
Пьеса практически не вызвала интереса рецензентов и исследователей; несмотря на это, не опубликованный тогда вариант в 1986 году был поставлен в Мытищинском театре драмы и комедии «ФЭСТ». Постановки осуществляются и в XXI веке.

## Сюжет
Пьеса существует в двух заметно отличающихся вариантах.
В кратком варианте (с подзаголовком «Человек с далёкой звезды») действие разворачивается на планете Гиганда, куда попадает землянин Максим, вышедший в свой первый самостоятельный космический рейс. Акклиматизировавшись на планете, землянин попал в плен к пиратам и занял место дона Руматы Эсторского, убитого разбойниками у него на глазах. Из-за нелепой гибели резидента Орловского в Арканаре Институт экспериментальной истории вынужден привлекать Румату к своей деятельности. Он переводит на местный язык «Белеет парус одинокий…». В варианте «Человек с далёкой звезды» аборигены Гиганды додумались до огнестрельного оружия, которым вооружены монахи-мушкетёры Святого Ордена. В финальной битве Киру — возлюбленную землянина (также её именуют Уно) — расстреливают из мушкетов. После гибели Руматы интеллектуал Будах обсуждает с доном Кондором — земным резидентом — способ вычисления числа «пи», подсказанный Максимом-Руматой.
В пространном варианте (два действия в семи картинах с эпилогом) в герцогство Арканарское направлен новый резидент Института экспериментальной истории Антон Константинович Малышев. Его амплуа — барон Румата дон Эстор, задание — сгладить последствия неудачного вмешательства сотрудника этого же института Орловского на фоне резкой смены общественных настроений в Арканаре: канцлер дон Рэба готовит переворот. Отличий от сюжета романа много: Кира — соратница и возлюбленная дона Руматы — дочь трактирщика и сестра серого штурмовика Абы, дон Сатарина становится доной, Будах — колдун, поэт, мистификатор и учёный, но не врач; он занял в действии место отца Кабани. В финальной битве гибнут мальчик-слуга Уно, Кира (от метательного ножа, закрывая собою возлюбленного), вождь повстанцев Арата и сам дон Румата. На смену ему Институт присылает графа Пампа дон Бау из Ирукана (Павел Сергеевич). Прежде, чем ввести его в должность, куратор — резидент в Соане дон Кондор (Александр Васильевич) — требует повторить заповедь, вырезанную в актовом зале Института: «Выполняя задание, вы будете при оружии для поднятия авторитета. Но пускать его в ход вам не разрешается ни при каких обстоятельствах…».

## История создания и литературные особенности

### Первый вариант
Аркадий и Борис Стругацкие не любили театр как зрелище, что Борис Натанович комментировал так: «…та мера условности, которую приемлет и допускает для себя театр, нас не устраивала никогда. <…> Но мы, оба, с огромным пиететом всегда относились к драматургии». 23 июня 1971 года Аркадий Натанович сообщал брату в письме, что театр-студия «Жаворонок» предложил ему инсценировку или самостоятельную пьесу, «намекая на смесь ТББ и ОО». Переговоры с самого начала имели практическое измерение, включая заявку руководству театра, договор и авансы. Впрочем, в ответном послании от 29 июня Борис Натанович не скрывал скептицизма, откровенно заявив: «Что ж, деньги не пахнут, мёртвые не кусаются. Даю тебе опять же карт-бланш. <…> Как ни напишешь — всё ладно, лишь бы договор заключили. А потом будем думать вместе, посоветовавшись с режиссёром». Заявку на пьесу «Человек спускается в преисподнюю» Аркадий Натанович отправил 28 сентября, но уже 13 ноября в письме к брату сообщается, что заместитель режиссёра и инициатор затеи Борис Наумович Лондон со скандалом уволился. Видимо, со стороны театра более не поступало инициатив. Следующая попытка (по заявке одного из дальневосточных театров) осуществлялась под руководством Бориса Стругацкого, но текст пьесы написал Андрей Зинчук, участник ленинградского семинара фантастов. В данном варианте несколько ролей исполняет один актёр, лишь роли Антона-Руматы и Будаха предназначались для одного исполнителя. Сценическое действо (семь картин с прологом и эпилогом) задумывалось как многоярусная композиция: её частями являются площадь с оружейной лавкой, монастырская школа, пивная «Серая Радость», дом Руматы и дворец. По-видимому, благодаря редактуре Бориса Стругацкого в этом тексте появилось несколько фрагментов, совпадающих со сценарием для несостоявшегося фильма А. Германа 1968 года.
Проект инсценировки «Трудно быть богом» упоминается в дневнике Аркадия Стругацкого 27 сентября 1975 года как следствие общения с режиссёром Иосифом Копытманом. Копытман настаивал на быстрой реализации замысла, совместно с Аркадием Натановичем 1 октября они разработали план двухактной пьесы, которую надо было сдать в конце ноября. Сохранились некоторые рабочие записи, в том числе с разбивкой порядка действия по страницам сборника «Далёкая Радуга» 1964 года. Начало работы датировано 12 октября. В этом варианте был вычеркнут барон Пампа (его имя досталось эпизодическому персонажу из эпилога), Будах объединил трёх персонажей; в черновике Кира показана как решительная и деятельная особа, прямо указано на её ассоциацию с Зоей Монроз из «Гиперболоида инженера Гарина» А. Н. Толстого. Работа не была доведена до конца, так как братья Стругацкие не хотели тратить время на непроходной текст. Версия А. Зинчука в 1976 году заинтересовала Московский областной драматический театр имени Островского, в апреле отдел культуры исполкома Московской области дал согласие на постановку. Однако 15 мая Аркадий Натанович, внимательно прочитав текст А. Зинчука, решительно заявил брату, что «прочитал её сам, ужаснулся, глазам не поверил. Дал почитать старому театроработнику Боре Завьялову. Тот прочитал, потом молчит, не смотрит в глаза. Короче говоря, извинись перед Зинчуком, скажи ему, что ничего у него не получилось. Пьесу напишу я сам, от себя и тебя, от двоих, без соплей». Работа началась 15 мая, так как накануне поданная заявка «блестяще» прошла на редколлегии Министерства культуры. Уже 20 мая в дневнике А. Н. Стругацкого отмечено, что пьеса с подзаголовком «Человек с далёкой звезды» готова, в рукописном виде она занимала 38 страниц конторской книги, после перепечатки составив 49 страниц машинописи.
Как отмечали редакторы полного собрания сочинений Стругацких Светлана Бондаренко, Виктор Курильский, Юрий Флейшман, первоначальный вариант пьесы сочетал сюжетные ходы «Трудно быть богом» и «Обитаемого острова». Из второй повести появился курсант Ленинградской школы высшей космогации Максим, получивший фамилию матери авторов — Литвинчев. Эффектный способ, которым Цупику удаётся захватить Румату без боя (используя заложницу), напрямую заимствован из сцены захвата Максима гвардейцами ротмистра Чачу. В этой сценической трактовке Максим — непрофессионал, не обладающий знаниями и умениями для работы на отсталой планете, но при этом не связан запретом на вмешательство в дела аборигенов. Его предшественник Орловский не раз упоминается в этой версии пьесы в контексте того, что и сотрудникам Института трудно удержать разум и чувства в рамках предписанных установок.

### Второй вариант
Представленная в начале июня 1976 года для ознакомления режиссёру пьеса не понравилась. Тем не менее худсовет театра потребовал окончательный вариант к 25 июля, после чего Аркадий Натанович взялся за переделки. Румата превратился в Антона Малышева, нового резидента Института экспериментальной истории в Арканаре. Были убраны все отсылки к «Обитаемому острову» и планета Гиганда, но при этом сцена гибели Киры, закрывающей Румату от метательного ножа, очень похожа на один из эпизодов сценария «Бойцовый Кот возвращается в преисподнюю». Существенно расширена линия Киры — от первого её знакомства с Руматой до гибели, когда она сообщает возлюбленному, что ждёт от него ребёнка. Усложнился образ дона Рэбы. В первоначальной рукописи (и в повести) он был бездарным выскочкой-министром при самодуре-короле. В новой редакции пьесы он стал типичным представителем феодальной реакции, цитирующим в реплике о простолюдинах сёгуна Токугава Иэясу. В окончательной версии дон Рэба стал канцлером, его подручной — дона Окана, а малолетнего герцога даже не понадобилось убивать при перевороте, его постригли в монахи.
12 июля Аркадий Стругацкий сообщал брату, что второй вариант принят за основу, но его попросили увеличить текст на треть за счёт лирической линии. В обсуждении принял участие Ю. Смелков, который сказал по адресу пьесы: «Очень не Шекспир, но на уровне современной серятины». Борис Стругацкий в ответном письме 18 июля сообщал: «Мы в Шекспиры и не лезем. Наше дело в театре пока (я подчеркиваю — ПОКА) маленькое. СБТ тоже было, прямо скажем, не Уэллс» — и добавлял 28 июля: «А пока как-нибудь уж добей ТББ-С. Хрен с ним, с Шекспиром — были бы наличные!» 30 июля Аркадий Стругацкий закончил новый вариант на 85-й странице. 13 августа старший Стругацкий отчитывался брату: если режиссёра новый вариант устроил («пьеса удалась»), то позвонивший в тот же день Смелков выделил три недостатка: «а) в диалоге Рэбы и Руматы так и нет попытки продать душу дьяволу; б) дона Окана по существу лишняя; в) Арата не может быть таким дураком, чтобы погибнуть впустую». 25 октября в дневнике записано, что сценарист Борис Ларин тоже сообщил, что пьеса ему не нравится. Тем не менее после очередных переделок 8 ноября состоялось чтение пьесы силами труппы, и 30 декабря началась первая репетиция. Третий вариант окончательно был приведён в порядок 5 января 1977 года, но рукопись его не сохранилась; окончательным считается второй вариант. К тому времени пьеса уходила в Главлит, решение которого зависело от Управления культуры Мособлисполкома, у отдельных сотрудников которого были серьёзные претензии к тексту. Конкретные замечания были получены только к 21 декабря 1977 года и дополнены 4 января 1978 года. Аркадий Натанович рассчитывал внести исправления до десятого числа, чтобы облисполком направил текст в Главлит. Объём вставок в дневнике оценивается в семь с половиной страниц. Главлит был пройден лишь к 27 декабря 1978 года, и гонорар за работу был переведён к концу апреля 1979 года. На этом история с пьесой «Без оружия» фактически была закончена.
Некоторые суждения относительно адаптации Стругацкими «Трудно быть богом» для сцены и киноэкрана высказал публицист Сергей Переслегин. «…Фантастика привлекает нас прежде всего реальностью встречи с Чудом. <…> Чудо не бывает осязаемым и конкретным, оно всегда лишь некий символ, знак…
Заданная реалистичность кинематографа способна разрушить обаяние недосказанности. Мир литературного произведения создается совместной работой автора и читателя, и если в этой совместной работе возникают новые сущности, то тогда и только тогда описанный мир становится живым». Сравнивая повесть «Трудно быть богом» и пьесу «Без оружия», которую С. Переслегин называет «литературным сценарием», критик выявил «проекцию многомерного мира на экранную плоскость». В результате Кира сливается с Уно, Будах принимает на себя обязанности отца Кабани и барона Пампы дон Бау. И это лишь внешнее проявление главного: в повести Арканар вписан в контекст живого средневекового общества, его Ойкумены, где существуют и варвары, и государства на разном уровне развития и с разным политическим устройством. Упрощена оказалась даже линия «любви Руматы к девочке-аборигенке». Сравнивая текст «Без оружия» с фильмом Петера Фляйшмана, Сергей Переслегин утверждал:

П. Фляйшману… удалось ещё удержаться на грани, отделяющий просто провал от провала, достойного быть запечатленным в памяти потомков. Нет, ну захотелось человеку сделать из «Трудно быть богом» боевик, превратить «Без оружия» в «Вооружён и очень опасен». Почему нет? <…> А ведь сними П. Фляйшман — с тем же очень неплохим актёрским составом — «Без оружия», и мог бы он всерьез рассчитывать на пару-тройку престижных наград. До «Титаника», может быть, фильм бы не дотянул, но смотрелся бы очень достойно.

## Публикации и постановки
В 1986 году постановку пьесы осуществил режиссёр Игорь Шаповалов (Мытищинский театр драмы и комедии «ФЭСТ»); спектакль стал первой драматической постановкой в театре и был снят с репертуара три года спустя. Сценическая версия была расширена и дополнена сценами из романа.

Первый драматический спектакль мы сделали по роману братьев Стругацких «Трудно быть богом». Вышли на самих мэтров фантастики, рассказали о своём театре, и я до сих пор не могу понять, почему нас сразу не выгнали, а подарили нигде не опубликованную пьесу «Без оружия». Спектакль получился настолько мощным, что мы окончательно заболели театром.
— Игорь Шаповалов, 2003 год
В интервью 2009 года И. Шаповалов уточнял, что создание театра «ФЭСТ» может быть по многим параметрам обозначено как чудо: это касалось не только согласия Стругацких на постановку неопубликованной пьесы. «Необученные мальчишки и девчонки ставят спектакль, который начинает пользоваться бешеным спросом, народ на него ломится. В лесную глушь специально едут люди, чтобы его посмотреть. Это утвердило нас в решении создать свой театр».
Борис Стругацкий крайне низко оценивал пьесу «Без оружия», утверждая, что даже не в состоянии её перечитывать. Он категорически утверждал, что авторы написали только одну полноценную пьесу: «Жиды города Питера, или Невесёлые беседы при свечах». Оба брата-соавтора не демонстрировали интереса к публикации текста, и оба его варианта увидели свет как результат инициативы поклонников творчества Стругацких. При публикации первого (краткого) варианта в новокузнецкой газете «Пресс-курьер» (1991, № 10) во избежание путаницы пьесе присвоили название «Человек с далёкой звезды (Без оружия)». Этот вариант был не полный и включал большие лакуны с отсутствующими фрагментами (утрачен разговор Араты с Руматой в первой картине и вся сцена с Кирой в финале). В свет он вышел благодаря содействию группы стругацковедов «Людены». Полностью текст по рукописи публиковался только в первом томе серии «Неизвестные Стругацкие» (2005). Второй — переделанный — вариант «Без оружия» впервые увидел свет в журнале «Народное творчество» в 1991 году (№ 7—11), а затем в томе «Киносценарии» серии «Миры братьев Стругацких» (1998, с несколькими последующими перепечатками). До 2007 года ни в одном собрании сочинений пьесу не воспроизводили. Утверждая состав «чёрного» собрания сочинений издательства «Сталкер», Борис Натанович Стругацкий вычеркнул «Без оружия» из перечня предложенных к публикации пьес и сценариев. Все варианты текста с комментарием С. Бондаренко и В. Казакова вошли в состав 21 тома полного собрания сочинений как «важная и достойная уважения часть творческого наследия братьев Стругацких».
В XXI веке постановку спектакля «Трудно быть богом» на основе пьесы и романа осуществляет московский театр «Варяги». Премьера состоялась 11 ноября 2011 года и анонсировалась как одобренная Борисом Стругацким. Показы спектакля проходят и в 2024 году. Интерес к постановке пьесы «Без оружия» и вообще драматургии Стругацких в рамках театрального фестиваля «Науруз» (Казань, 2018) высказал колумбийский режиссёр Алехандро Гонсалес Пуче. Язык Стругацких и их образную систему режиссёр считает сложными для переноса на испанский язык и на латиноамериканскую сцену. Драматургические произведения он именовал «написанными так же замечательно, как и фантастические рассказы» Стругацких.

## Издания
- Без оружия: Отрывок из пьесы // Время Ч (Черкассы). — 1989. — № 1. — С. 1.
- Время серых: Две картины из пьесы «Без оружия» // АБС-панорама (Саратов). — 1989. — № 2. — С. 24—31.
- Без оружия: Отрывок из пьесы // Железнодорожник Поволжья (Саратов). — 1989. — 26 мая. — С. 4.
- Без оружия: Пролог пьесы // Кузнецкий рабочий (Новокузнецк). — 1990. — 28 авг. — С. 4.
- Без оружия: Пьеса в двух действиях // Народное творчество (М.). — 1991. — № 7. — С. 28—34; № 8. — С. 33—38; № 9. — С. 30—36; № 10. — С. 29—35; № 11. — С. 23—30.
- Человек с далёкой звезды (Без оружия) // Пресс-курьер (Новокузнецк). — 1991. — № 10: Спецвыпуск. — 16 с., иллюстрации художника В. Трухина.
- Без оружия: Пьеса в 2-х действиях // Стругацкий А., Стругацкий Б. Сталкер; Машина желания; Чародеи. — М.: ООО Фирма «Издательство АСТ»; СПб.: Terra Fantastica, 1998. — С. 213—322. — (Миры братьев Стругацких).
- Без оружия // Неизвестные Стругацкие: От «Страны багровых туч» до «Трудно быть богом». — Донецк: Сталкер, 2005. — С. 585—630. — (Миры братьев Стругацких).
- Без оружия: Пьеса в 2-х действиях // Стругацкий Аркадий, Стругацкий Борис. Хромая судьба: Фантаст. произведения. Т. 10. — М.: ЭКСМО; СПб.: Terra Fantastica, 2007. — 1054 с. — С. 612—696. — (Отцы-основатели: Рус. пространство). — ISBN 978-5-699-21117-3; ISBN 5-7921-0718-8.

### Комментарии
1. ↑  Текстолог Светлана Бондаренко из группы «Людены» и редколлегии полного собрания сочинений Стругацких отметила, что во всех вариантах пьесы утверждается, что число «пи» — это отношение длины окружности к радиусу, а не к диаметру[6].
2. ↑  Второй из эпиграфов к повести «Трудно быть богом»: Эрнест Хемингуэй. Пятая колонна, акт 1, сц. 3. Перевод Е. Калашниковой и В. Топер[8][9].